# Bent Christensen (director)
Bent Christensen (28 de mayo de 1929 – 6 de enero de 1992) fue un director, productor, guionista y actor de nacionalidad danesa. Su mayor fama la consiguió gracias a su participación en las películas Naboerne y Harry und sein Kammerdiener, dirigidas por él. Fue colaborador del escritor Leif Panduro en la redacción de diferentes guiones.

## Biografía
Su nombre completo era Bent Erik Christensen, y nació en Gunderup, Dinamarca. En sus inicios fue clérigo de la Iglesia del Pueblo Danés. Posteriormente trabajó como periodista, ingresando en 1952 en la Privatteatrenes Elevskole, debutando ese mismo año como actor. Al siguiente año obtuvo una gran oportunidad con la obra Ikke som de andre en el Allé-Scenen-Theater, actual Betty Nansen Teatret. Tras varias actuaciones en diferentes teatros, en 1953 fue contratado para trabajar en la DR. Allí trabajo en programas de entretenimiento y en teatro televisado, como productor y como director. En ese mismo período debutó como director teatral, colaborando en los años 1950 con el Frederiksberg Teater, el ABC Teatret y, a partir de 1956, con el Det Ny Teater. A mediados de la década también actuó en producciones cinematográficas, y en 1958 dirigió el largometraje Pigen og vandpytten su primera realización independiente para la gran pantalla.
En 1962 se confirmó como productor cinematográfico. Entre 1964 y 1968 fue director de la productora danesa ASA Film, y desde 1968 del estudio Kinopalæet. Tuvo un gran éxito su colaboración con el escritor Leif Panduro, trabajando ambos, por ejemplo, en la serie televisiva Smuglerne.
Su película Harry und sein Kammerdiener (1961) recibió el Premio Bodil al mejor film danés, y fue nominada al Óscar a la mejor película internacional. Otra película suya, Naboerne (1966), fue galardonada en el quinto Festival Internacional de Cine de Moscú.
Desde finales de los años 1960 también obtuvo reconocimiento internacional, y dio conferencias en varias escuelas de cine de países europeos y de Estados Unidos. Además, entre 1970 y 1972 fue director de la Escuela Nacional de Cine de Dinamarca.
En la década de 1980 Christensen disminuyó progresivamente su actividad cinematográfica y televisiva, retirándose de manera paulatina, aunque al final de la década volvió a trabajar en algunos proyectos. En la mayoría de ocasiones fue consultor independiente, incluso para los Socialdemócratas daneses. En sus últimos años de vida laboral dirigió un negocio multimedia. Desde su retiro y hasta su muerte vivió en Lolandia.
Christensen se casó por vez primera con la actriz Lily Broberg. Su segunda esposa fue la ayudante de dirección, actriz y política socialdemócrata Lene Møller.
Bent Christensen falleció en Keldernæs, Dinamarca, en el año 1992, a causa de un cáncer. Fue enterrado en el Cementerio Stokkemarke Kirkegård, en Lolandia.

## Filmografía

### Actor
- 1953 : Vi som går køkkenvejen
- 1954 : Kongeligt besøg
- 1954 : Jan går til filmen
- 1955 : Der kom en dag
- 1957 : Ingen tid til kærtegn
- 1957 : Bundfald
- 1957 : Hvor går Karl hen?
- 1957 : Mig og min familie
- 1958 : Seksdagesløbet
- 1963 : Syd for Tana River
- 1967 : Människor möts och ljuv musik uppstår i hjärtat
- 1967 : Thomas er fredløs
- 1971 : Sæsonen slutter (TV)
- 1971 : I morgen, min elskede
- 1971 : Med kærlig hilsen
- 1972 : Z.P.G.
- 1975 : Det gode og det onde
- 1975 : Tre kast (serie TV)
- 1976 : Hjerter er trumf
- 1976 : Spøgelsestoget
- 1990 : Manden der ville være skyldig
- 2003 : De fem benspænd

### Productor
- 1960 : Den sidste vinter
- 1961 : Harry og kammertjeneren
- 1962 : Weekend
- 1962 : Dilemma
- 1962 : Filmdesorientering
- 1963 : Hvad med os?
- 1963 : Støvsugerbanden
- 1965 : Ih, du forbarmende
- 1966 : Naboerne
- 1967 : Thomas er fredløs
- 1967 : Ka' De li' østers (serie TV)
- 1967 : Min bedstefar er en stok
- 1967 : Den røde kappe
- 1968 : Dage i min fars hus
- 1970 : Muffen
- 1971 : Hovedjægerne

### Guionista
- 1958 : Pigen og vandpytten
- 1961 : Harry og kammertjeneren
- 1964 : Don Olsen kommer til byen
- 1966 : Naboerne
- 1967 : Ka' De li' østers (serie TV)
- 1969 : Mordskab
- 1970 : Smuglerne (serie TV, 1 episodio)
- 1970 : Oktoberdage
- 1971 : Hovedjægerne
- 1971 : Christa
- 1976 : Spøgelsestoget
- 1983 : Rejseholdet (serie TV, 1 episodio)
- 1983 : Den usynlige partner
- 1962 : Sømænd og svigermødre
- 1963 : Syd for Tana River
- 1963 : Støvsugerbanden
- 1966 : Naboerne
- 1969 : Mordskab

### Director
- 1956 : Et opgør (telefilm)
- 1956 : Telefonboksen (telefilm)
- 1958 : Pigen og vandpytten
- 1959 : Pigen i søgelyset
- 1959 : Kærlighedens melodi
- 1961 : Harry og kammertjeneren
- 1968 : Sømænd og svigermødre
- 1970 : Oktoberdage
- 1970 : Muffen
- 1971 : Hovedjægerne
- 1976 : Spøgelsestoget
- 1977 : Familien Gyldenkål vinder valget
- 1977–1980 : En by i provinsen (serie TV, 17 episodios)
- 1978 : Strandvaskeren (serie TV)
- 1980 : Attentat
- 1983 : Rejseholdet (serie TV, 1 episodio)
- 1987 : Een gang strømer (serie TV)

## Premios y distinciones
Premios Óscar
| Año  | Categoría                          | Película                | Resultado |
| ---- | ---------------------------------- | ----------------------- | --------- |
| 1962 | Mejor película de habla no inglesa | Harry og kammertjeneren | Nominado  |